# Puiflijk
Puiflijk is een dorp dat sinds 1818 onder de gemeente Druten in het land van Maas en Waal valt, in de Nederlandse provincie Gelderland. Het dorp heeft 1.310 inwoners (per 1 januari 2023).
De zelfstandige gemeente Puiflijk werd op 1 januari 1818 opgeheven en bij Druten gevoegd.
Aan de westzijde van het dorp werd rond 1400 het kasteel Het Holt gebouwd.

## Oude Toren
Op het verhoogd liggende oude kerkhof staat de Oude toren, een tufstenen toren, een restant van een middeleeuwse kerk. Deze kerk wordt voor het eerst vermeld in een akte 1176 van het aartsbisdom Keulen en was schatplichtig aan de hoofdkerk de Sint Victor te Xanten. Deze was ten tijde van de Republiek der Zeven Verenigde Nederlanden toegewezen aan de gereformeerden, hoewel de meerderheid van het dorp rooms-katholiek was. De dorpsbewoners kerkten dan ook in een schuilkerk, een schuur in het dorp, waar ook mensen uit onder andere Druten heen gingen. De huwelijken moesten – voor de rechtsgeldigheid – wel voor de protestantse dominee worden gesloten, omdat er geen gemeentehuis of iets dergelijks was waar dat kon. In de Franse tijd werd de kerk zwaar beschadigd en in 1855 is het koor gesloopt; het schip was al eerder verdwenen.
In 1816 werd elders in het dorp een nieuwe kerk gebouwd, die op zijn beurt in 1868 werd vervangen door de Sint Johannes de Doperkerk, een neogotisch werk van architect Carl Weber. Deze kerk is in 2018 onttrokken aan de eredienst en verkocht. 

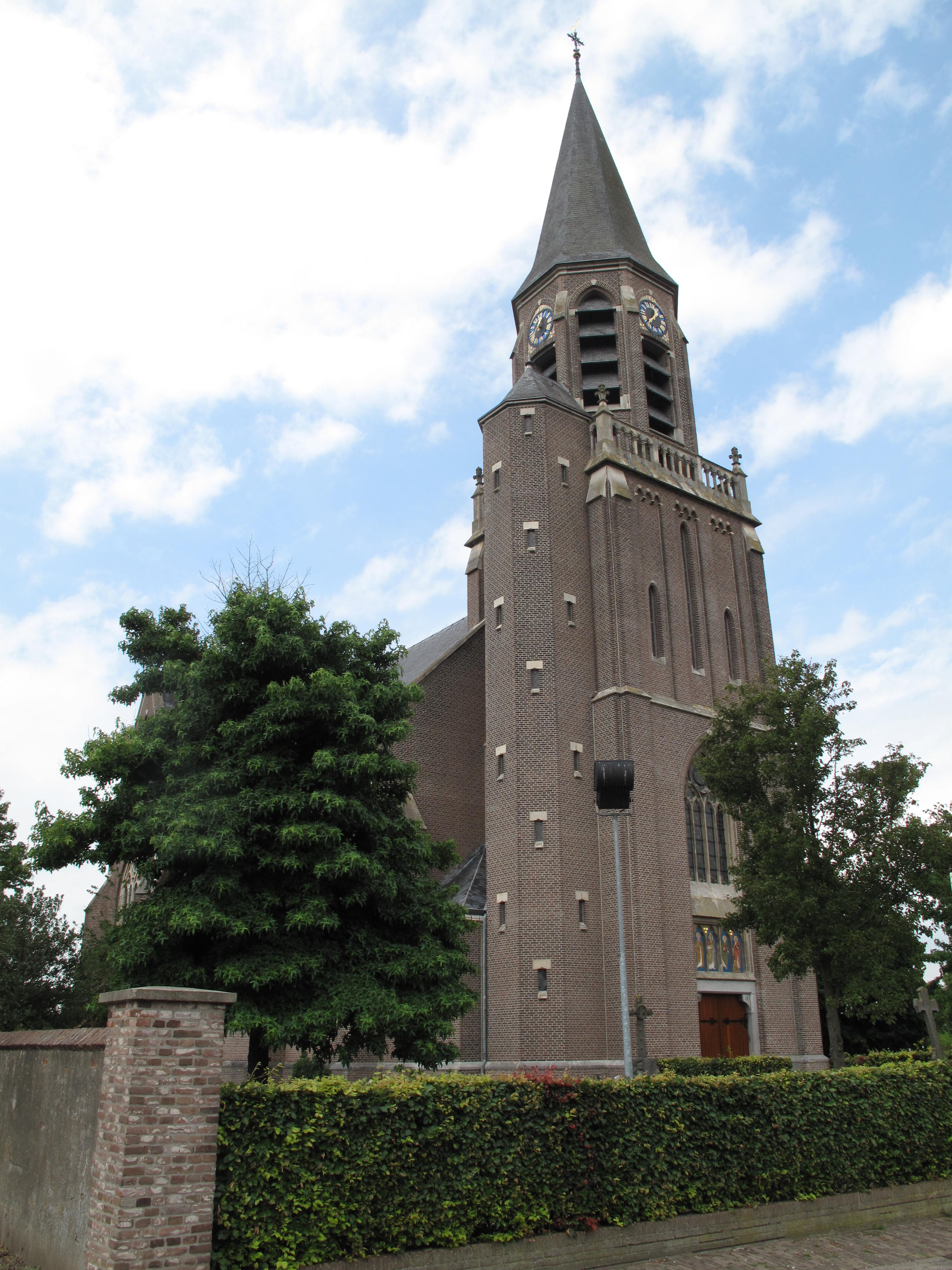
Puiflijk, de kerk van 1868

## Geboren in Puiflijk
- Alphons Bouwman (1894-1968), boerenleider
- Jan Johannes Johan van den Akker (1908-1967), burgemeester
- Wilhelmina Minis-van de Geijn (1910-2009), paleontologe
- Antonius Petrus van Hulst (1900-1976), burgemeester